# Outpost
Outpost es una película británica de horror del 2008.

## Sinopsis
Un misterioso hombre buscar reunir en un bar a un grupo de exmilitares para encomendarles una misión: entrar en un viejo búnker militar abandonado para recuperar su "secreto". Tendrán cuarenta y ocho horas para completar su misión. Algo aparentemente "demasiado" sencillo...

## Producción
La película fue producida por Scottish junto con Arabella Croft y Kieran Parker por la compañía productora Black Camel Pictures, quienes hipotecaron su hogar en Glasgow para reunir las 200,000 libras esterlinas que requeriría financiar la producción. El libreto es de Rae Brunton, basado en un concepto original de Parker que describió como «Platoon somete a The Sixth Sense».
Aunque se rodaron algunas escenas en Europa del Este, el grueso de la filmación se llevó a cabo en fábricas de municiones en Dalbeattie, en un bosque cercano al Castillo Douglas y en el estudio de Glasgow Film City completado en el área Govan de Glasgow. La filmación se inició en enero del 2007.
Sony Pictures compró la distribución lista de la película por 1.2 millones de libras. Sony estrenó directamente el DVD en los EE. UU. el 11 de marzo de 2008. Consiguiendo críticas favorables, la película quiso ser exhibida a través de Europa. El estreno europeo del film quiso ser un show de gala como parte del Dumfries Film Festival el 3 de mayo, seguido por una distribución limitada para 130 salas de cine del R.U.
Los productores planearon una secuela: Outpost II: Black Sun. La secuela estará por sentado £25,000 de difundir del Consejo de Dumfries y Galloway.

## Elenco
| Actor          | Rola                                                 |
| -------------- | ---------------------------------------------------- |
| Ray Stevenson  | DC - Oficial Warrant británico de los Royal Marines  |
| Julian Wadham  | Hunt                                                 |
| Richard Brake  | Prior - Marine estadounidense                        |
| Paul Blair     | Jordan - Legión Extranjera Francesa                  |
| Brett Fancy    | Taktarov - Spetsnaz ruso                             |
| Enoch Frost    | Cotter - Fuerzas de paz de las Naciones Unidas belga |
| Julian Rivett  | Voyteche - Militar yugoeslavo                        |
| Michael Smiley | McKay - Republicano irlandés y paracaidista militar  |
| Johnny Meres   | El Breather (Brigadeführer)                          |

## Secuela
La secuela del film será titulada como Outpost II:Black Sun. El film será escrita por Steve Barker volviendo como director de la anterior película y Rae Brunton.
- Datos: Q1405113